# Duo Intermezzo
 (octobre 2021).
La mise en forme du texte ne suit pas les recommandations de Wikipédia : il faut le « wikifier ».
Les points d'amélioration suivants sont les cas les plus fréquents. Le détail des points à revoir est peut-être précisé sur la page de discussion.
- Les titres sont pré-formatés par le logiciel. Ils ne sont ni en capitales, ni en gras.
- Le texte ne doit pas être écrit en capitales (les noms de famille non plus), ni en gras, ni en italique, ni en « petit »…
- Le gras n'est utilisé que pour surligner le titre de l'article dans l'introduction, une seule fois.
- L'italique est rarement utilisé : mots en langue étrangère, titres d'œuvres, noms de bateaux, etc.
- Les citations ne sont pas en italique mais en corps de texte normal. Elles sont entourées par des guillemets français : « et ».
- Les listes à puces sont à éviter, des paragraphes rédigés étant largement préférés. Les tableaux sont à réserver à la présentation de données structurées (résultats, etc.).
- Les appels de note de bas de page (petits chiffres en exposant, introduits par l'outil «  Source ») sont à placer entre la fin de phrase et le point final[comme ça].
- Les liens internes (vers d'autres articles de Wikipédia) sont à choisir avec parcimonie. Créez des liens vers des articles approfondissant le sujet. Les termes génériques sans rapport avec le sujet sont à éviter, ainsi que les répétitions de liens vers un même terme.
- Les liens externes sont à placer uniquement dans une section « Liens externes », à la fin de l'article. Ces liens sont à choisir avec parcimonie suivant les règles définies. Si un lien sert de source à l'article, son insertion dans le texte est à faire par les notes de bas de page.
- La présentation des références doit suivre les conventions bibliographiques. Il est recommandé d'utiliser les modèles {{Ouvrage}}, {{Chapitre}}, {{Article}}, {{Lien web}} et/ou {{Bibliographie}}. Le mode d'édition visuel peut mettre en forme automatiquement les références.
- Insérer une infobox (cadre d'informations à droite) n'est pas obligatoire pour parachever la mise en page.

Pour une aide détaillée, merci de consulter Aide:Wikification.
Si vous pensez que ces points ont été résolus, vous pouvez retirer ce bandeau et améliorer la mise en forme d'un autre article.
Le Duo Intermezzo est un ensemble instrumental français, créé en 2006 par Sébastien Authemayou, bandonéoniste et Marielle Gars, pianiste. Il s'intéresse principalement au répertoire d'Astor Piazzolla, compositeur argentin fondateur du Tango Nuevo.

## Sébastien Authemayou et Marielle Gars
Sébastien Authemayou commence son apprentissage de la musique à Tulle et Aurillac, avant de rejoindre les conservatoires de Saint-Étienne et Marseille. Il étudie entre autres le bandonéon auprès d'Albert Hamann. Lauréat de nombreux prix (prix Max Francy, prix de la CNFA, prix Carlo Civardi), il joue en soliste à Saint-Étienne, Marseille, Paris et hors des frontières françaises (en Allemagne, Suisse, Italie, Espagne, etc.). Il est également invité comme soliste par de nombreux orchestres (Orchestre Philharmonique de Marseille, Orchestre de Chambre de Toulon, Ensemble Instrumental de Mayenne, etc.) et se produit aux côtés d'autres musiciens comme le baryton basse slovène Marcos Fink, le violoniste canadien Corey Cerovsek, l’organiste allemand Peter Dicke, les guitaristes Sébastien Llinares et Philippe Spinosi (Ensemble Matheus) ou encore la dramaturge Orianne Moretti. Sébastien Authemayou est aussi compositeur, arrangeur et membre de la SACEM.
Après avoir commencé sa formation musicale aux Conservatoires de Nîmes et de Valence-Romans-Agglo, Marielle Gars rejoint le Conservatoire de Lyon pour se perfectionner. Premier Prix de piano et de musique de chambre, elle continue ensuite à se former à Paris auprès de Monique Deschaussées. Elle se produit en quintette et quatuor ainsi qu’aux côtés d'autres musiciens, comme le violoniste tchèque Petr Ruzicka (Ensemble Matheus, Les Musiciens du Louvre) ou encore Stéphane Henoch (Orchestre National de France) à l’occasion de concerts avec l’Ensemble Una Stella dirigé par Philippe Spinosi. Elle se produit dans des festivals en France comme à l’étranger : Pianissimes de Lyon, Sunset Jazz Club de Paris, Jazz Club de Turin, Aste Nagusia de Bilbao, International Music Festival de Vitoria-Gasteiz, Festival International J-S Bach de Saint Donat, Festival International de l’Abbaye de Sylvanès, Goethe Institut de Paris, etc. Son travail est diffusé sur les ondes nationales et internationales comme France Musique, France Inter, Radio Classique ou encore Radio Canada.

## Historique
Le Duo Intermezzo a été fondé en 2006 par Marielle Gars (pianiste) et Sébastien Authemayou (bandonéon). Il est considéré comme l’un des principaux ensembles instrumentaux de musique de chambre, largement engagé et impliqué dans la diffusion mondiale de l’œuvre du compositeur argentin Astor Piazzolla, fondateur du Tango Nuevo et créateur majeur du XXe siècle.
À ce titre, les travaux du Duo Intermezzo sont régulièrement diffusés sur les ondes des radios françaises, européennes et argentines.
En 2012, le Duo Intermezzo reprend exclusivement le répertoire d'Astor Piazzolla et publie un premier album intitulé Balada para un loco (paru chez Indésens Records, Choix de France Musique 2012).
En 2013, le Duo Intermezzo met en scène dans son deuxième opus Bach et Piazzolla, Tête-à-tête (Indésens Records, Choix de France Musique 2013) la rencontre entre Jean-Sébastien Bach et Astor Piazzolla.
En 2017, Marielle Gars et Sébastien Authemayou poursuivent leurs recherches avec leur troisième album Invitacíon, paru en octobre (Klarthe Records, Choix de France Musique 2017) et proposent une relecture des musiques d’Amérique latine dans un esprit de fusion (Argentine, Cuba, Mexique, Brésil).
Le 9 juillet 2019, à Quito (Équateur), lors d'un concert à la Casa de la Música, Marielle Gars et Sébastien Authemayou reçoivent de la part de Rubén Dario Giustozzi alors ambassadeur d'Argentine en Équateur un diplôme saluant leur contribution à la diffusion du tango et de la culture argentine à travers le monde.
En décembre 2020, ils publient aux Éditions Parole le livre-disque Libertad, pour célébrer le centenaire de la naissance d’Astor Piazzolla en partenariat avec FIP Radio France. Ils reçoivent officiellement le soutien de la Fondation Piazzolla de Buenos Aires et de l’Ambassade de la République Argentine en France.
Le 10 mars 2021, Libertad, l’Étonnant voyage d’un homme libre, roman historique et première biographie musicale publiée en français d'Astor Piazzolla, reçoit le Prix Coup de Cœur de l’Académie Charles-Cros, au Musée des Confluences à Lyon.
Les 23 et 24 juin 2021, Marielle Gars et Sébastien Authemayou se produisent aux côtés des musiciens argentins Roberto Aussel (guitare) et Raúl Barboza (accordéon), et de la comédienne Claude Fosse, dans les salons de l'Ambassade de la République Argentine à Paris pour deux concerts programmés dans le cadre des festivités internationales officielles d’hommage à Astor Piazzolla,.
Le dimanche 26 septembre, le Duo Intermezzo est invité à la radio nationale en Argentine lors de l'émission "Estación Piazzolla", toujours dans le cadre du centenaire d'Astor Piazzolla.

## Libertad, l'étonnant voyage d'un homme libre
À l'occasion du centenaire de la naissance d'Astor Piazzolla, le Duo Intermezzo publie, en décembre 2020, aux Éditions Parole, un livre de 528 pages accompagné d'un CD de 75 minutes, avec une préface signée Frédérique Lodéon et une postface de Guy Marchand. Il s'agit d'une biographie détaillant, année après année, la vie du maestro argentin, sources à l'appui à presque toutes les pages.
L'ouvrage contient également des archives photographique parfois inédites, des clés d'écoutes, des témoignages de proches d'Astor Piazzolla, une discographie, une bibliographie et une compilation de sources d’informations. Un chapitre, « Mystères et aventures d’une extraordinaire boîte à émotions », est consacré au bandonéon.
Le CD rassemble majoritairement des œuvres de Piazzolla dont les arrangements pour piano et bandonéon ont été réalisés par le Duo Intermezzo, mais également une archive sonore d'Astor Piazzolla ou une pièce (La Casita de mis viejos de Juan Carlos Cobián et Enrique Cadícamo) arrangée pour bandonéon seul par Piazzolla lui-même. Deux pièces sont des transcriptions et arrangements d'Albert Hamann. Chaque piste du CD accompagne un chapitre du livre.
De nombreux articles de presse sont consacrés à cet ouvrage, dans Le Monde, Télérama, Diapason et d'autres encore, ainsi qu'à la radio, sur France Musique, TSF Jazz, etc.

### Distinctions
Libertad, l'étonnant voyage d'un homme libre est lauréat du Prix Coup de Cœur de l'académie Charles Cros.

### Autour deLibertad
Une tournée de concerts accompagne la sortie du livre en 2021-2022. À côté de ces concerts, le Duo Intermezzo a développé une forme théâtralisée présentée comme une lecture musicale.
Des événements en ligne ont été organisés, entre autres une rencontre dans le cadre de Un Endroit où aller avec Frédérique Deghelt et Nathalie Couderc ; ainsi qu'une rencontre avec l'Ambassade de la République Argentine en France.